# Draper (Utah)
Draper je město v okresech Salt Lake County a Utah County ve státě Utah ve Spojených státech amerických. V roce 2020 zde žilo 51 017 obyvatel a s celkovou rozlohou 78,0 km² byla hustota zalidnění 654,4 obyvatel na km².